# ¿¡Revolución!?
¿¡Revolución!? es un documental político del 2006 dirigido por el periodista y cineasta quebequense Charles Gervais. Examina la Revolución bolivariana liderada por el presidente venezolano Hugo Chávez. Fue producido por Télé-Québec, la red de televisión pública del gobierno de Quebec.
En el marco del festival de cine Rencontres internationales du documentaire de Montréal, las primeras proyecciones tuvieron lugar los días 10 y 14 de noviembre de 2006 en el Cinéma ONF de Montreal. La inauguración general tuvo lugar el 8 de diciembre de 2006 en el Cinéma Ex-Centris, también en Montreal. Esta versión mostró el español original hablado por los sujetos, así como la narración y los subtítulos en francés.

## Producción
En abril de 2005, el director Charles Gervais se enteró de la noticia de que Hugo Chávez había decidido distribuir un millón de ejemplares gratuitos de la importante novela española del siglo XVII, Don Quijote de la Mancha, a los ciudadanos venezolanos. Esto le dio la inspiración para volar a Venezuela y examinar desde dentro esta "revolución" en ciernes. También, después de filmar el mediometraje documental Quand la vie est un rêve sobre la juventud haitiana, Gervais deseaba enfocarse en algo más positivo.

## Sinopsis
La película presenta militantes pro-Chávez y anti-Chávez, políticos y ciudadanos, dentro y fuera de los barrios (los barrios pobres de ciudades venezolanas como Caracas). Los políticos anti-Chávez entrevistados son miembros de Primero Justicia. También examina la nacionalización del petróleo. Otros opositores a Chávez con los que se reunió el cineasta provienen de lugares como el diario El Nacional y la antigua dirección de la industria petrolera. El director no obtuvo una entrevista con el presidente, pero lo filmó de primera mano en discursos y en su famoso programa de televisión semanal Aló Presidente.